# 团球火绒草
团球火绒草（学名：Leontopodium conglobatum）为菊科火绒草属的植物。分布在俄罗斯、蒙古以及中国大陆的黑龙江、内蒙古等地，生长于海拔500米至1,000米的地区，多生在沙地、干燥草原、稀灌丛、向阳坡地、石砾地及林中草地，目前尚未由人工引种栽培。

## 别名
剪花火绒草（东北植物检索表）